# Йордан Абрашев
Йордан Георгиев Абрашев е български миньор и политик от БКП, заслужил миньор (1971).

## Биография
Роден е на 4 юли 1936 г. в кюстендилското село Таваличево. Член на БКП от 1960 г. Работил е като бригадир на комплексна проходческа бригада към СО „Минстрой“. Бригадата му работи в поделение „Бобов дол“ на рудник „Руен“. С указ № 1961 от 21 август 1973 г. е обявен за герой на социалистическия труд. На 20 април 1981 г. с указ № 623 е обявен за втори път за герой на социалистическия труд. От 4 април 1981 до 1990 г. е член на ЦК на БКП. Отделно членува в Бюрото на Централния съвет на БПС и в бюрото на ОК на БКП в Кюстендил. Награждаван е с „Орден на труда“ – златен (1976) и „Червено знаме на труда“ (1967).